# Édouard Monoré
 (avril 2013).
Si vous disposez d'ouvrages ou d'articles de référence ou si vous connaissez des sites web de qualité traitant du thème abordé ici, merci de compléter l'article en donnant les références utiles à sa vérifiabilité et en les liant à la section « Notes et références ».
Édouard Monoré, né le 1er novembre 1907 à Laval et mort le 10 mars 1964 dans la même ville, est un footballeur français. Il évolue au poste de gardien de but durant les années 1920 et 1930.
Formé au Stade lavallois, il évolue ensuite avec le Stade rennais avant de terminer sa carrière dans son club formateur.

## Biographie
Commençant sa carrière au Stade lavallois, il rejoint le Stade rennais en 1931, puis revient au Stade lavallois en 1935 où il assure le capitanat. 
De 1929 à 1937 il est sélectionné dans l'équipe de la Ligue de l'Ouest. 
Ingénieur aux Ponts-et-Chaussées, il est membre de l'équipe de France B et international militaire. Il participe lors de la saison 1936-37 au 32e de finale de la Coupe de France entre le Stade lavallois et l'Olympique lillois, vice-champion de France en titre.

## Carrière
- 1925-1930 : Stade lavallois  France (DH)
- 1931-1932 : Stade rennais  France (matchs amicaux avant le professionnalisme)
- 1932-1933 : Stade rennais  France (D1, 12 matchs)
- 1935-1938 : Stade lavallois  France (DH)